# Aloe sessiliflora
Aloe sessiliflora é uma espécie de liliopsida do gênero Aloe, pertencente à família Asphodelaceae.